# Gabriel Bablon
Gabriel Bablon (Domfront, 1er septembre 1905 - Anost le 27 mars 1956) est un militaire français et compagnon de la Libération. Officier issu du rang et possédant déjà plus de quinze années de service au moment où la Seconde Guerre mondiale éclate, il refuse la défaite et choisit de poursuivre la lutte dans les rangs des forces françaises libres. Engagé dans la guerre du désert, il s'illustre lors de la bataille de Bir Hakeim et de la seconde bataille d'El Alamein. Il participe ensuite à la campagne d'Italie et à la libération de la France. Poursuivant sa carrière militaire après la guerre, il sert en Indochine et en Allemagne avant de prendre sa retraite et de succomber à la maladie.

## Biographie

### Avant-guerre
Gabriel Bablon naît à Domfront dans l'Orne le 1er septembre 1905 d'un père général de division dans l'infanterie. S'engageant dès ses dix-huit ans, il est envoyé en Allemagne, occupée par la France, dans les rangs du 17e régiment de tirailleurs algériens. Promu sergent en 1924, il part ensuite au Maroc où il est blessé d'une balle au genou en 1925. Sélectionné pour devenir officier par le rang, il intègre les cours d'élève officier d'active à Saint-Cyr en 1926. Il devient sous-lieutenant en 1928 puis, à sa sortie de l'école en 1929, est muté au 30e bataillon de chasseurs à pied. En 1932, avec le grade de lieutenant, il connait pour la première fois l'expérience de la légion étrangère en étant affecté d'abord au 1er régiment étranger puis en 1933 au 4e régiment étranger. Basé au Maroc, il est promu capitaine en juin 1937

### Seconde Guerre mondiale
Pendant la bataille de France, Gabriel Bablon reste stationné au Maroc et ne connait pas de combats. Souhaitant poursuivre la lutte, il décide de rallier la France libre lorsqu'il est placé en congé d'armistice en décembre 1941. Le mois suivant, il parvient à rejoindre Londres via Gibraltar et s'engage dans les forces françaises libres. Fort de son expérience dans la légion, il est immédiatement affecté à la 13e demi-brigade de Légion étrangère au Liban. Déplacé avec son unité en Afrique du Nord en 1942, il s'illustre lors de la guerre du désert et est blessé une première fois par un éclat d'obus en janvier puis par une mine en juin pendant la bataille de Bir Hakeim. À la tête du 2e bataillon de Légion après avoir été promu chef de bataillon, il se distingue à nouveau lors de la seconde bataille d'El Alamein. Le 23 octobre, le colonel Dimitri Amilakvari, chef de la 13e demi-brigade, est tué et Gabriel Bablon le remplace à la tête de l'unité. Il mène celle-ci lors des campagnes de Tunisie et d'Italie. Le 17 mai 1944, à San Giorgio a Liri, il est à nouveau blessé par un éclat de grenade. Débarqué le 31 août 1944 en débarquement de Provence, il participe à la libération de la France. En septembre, avec le grade de lieutenant-colonel, il prend la tête du 24e régiment d'infanterie au sein de la 10e division d'infanterie commandée par le général Pierre Billotte.

### Après-guerre
En décembre 1945, il reprend le commandement de la 13e demi-brigade de légion étrangère et dirige celle-ci lors de la guerre d'Indochine à partir de 1946. En avril 1948, la 4e demi-brigade de légion étrangère, formée en 1941 à partir des anciens éléments du 4e régiment étranger dissous en 1940, reprend l'appellation de 4e RE. Gabriel Bablon est mis à sa tête. Il est ensuite affecté en Allemagne puis prend sa retraite en 1954 après avoir été promu colonel un an plus tôt. Atteint d'une grave maladie, il y succombe le 27 mars 1956 à Anost en Saône-et-Loire. Il est inhumé à Vendargues dans l'Hérault.

## Décorations
|  |  |  |  |  |  |
|  |  |  |  |  |  |
|  |  |  |  |  |  |
|  |  |  |  |  |  |

| Commandeur de la Légion d'Honneur                     | Commandeur de la Légion d'Honneur                    | Compagnon de la Libération                                                                       | Compagnon de la Libération                                                                       | Croix de Guerre 1939-1945                    | Croix de Guerre 1939-1945                    |
| Croix de guerre des Théâtres d'opérations extérieurs  | Croix de guerre des Théâtres d'opérations extérieurs | Médaille coloniale Agrafes "Sahara", "Maroc", "Syrie", "Bir-Hakeim", "Libye" et "Extrême-Orient" | Médaille coloniale Agrafes "Sahara", "Maroc", "Syrie", "Bir-Hakeim", "Libye" et "Extrême-Orient" | Médaille des services militaires volontaires | Médaille des services militaires volontaires |
| Medalla de la Paz de Marruecos (Espagne)              | Medalla de la Paz de Marruecos (Espagne)             | Commandeur de l'Ordre du Ouissam alaouite                                                        | Commandeur de l'Ordre du Ouissam alaouite                                                        | Commandeur de l'Ordre du Nichan Iftikar      | Commandeur de l'Ordre du Nichan Iftikar      |
| Distinguished Service Cross (États-Unis) (États-Unis) |                                                      |                                                                                                  |                                                                                                  |                                              |                                              |